# Праздник дураков
Праздник дураков (лат. festum stultorum, festum fatuorum; фр. fête des fous, нем. Narrenfest, Bischofsspiel), в средневековом западноевропейском городе — новогоднее карнавальное празднество и особая церковная служба, инициаторами которых выступали младшие церковные чины (лат. subdiaconi, hypodiaconi). Первое упоминание о празднике находится в трактате «Summa de ecclesiasticis officiis» (ок. 1162) французского богослова Иоанна Белета. Был особенно популярен во Франции во второй половине XII и в XIII веках, позднее распространился в другие страны Европы. В 1431 году постановлением Базельского собора Праздник дураков официально запрещён.

## Краткая характеристика
Исследователь Э. Гийеро считает, что историческим прототипом Праздника дураков послужили старинные римские маскарады с переодеваниями и другими шуточными церемониями, с обильными трапезами и возлияниями, с наблюдениями над предзнаменованиями во время так называемого двенадцатидневника (les Douze Jours). М. Левер прибавлял, что средневековый Праздник дураков более чем вероятно заменил Сатурналии, которые римляне праздновали на шестой день по январскому календарю, и длились они приблизительно неделю.
В средневековом городе Праздник дураков обычно совпадал с календарным праздником Обрезания Господня (1 января), но также мог охватывать как более ранние (День невинно убиенных Вифлеемских младенцев, 28 декабря), так и более поздние события церковного календаря (воспоминание о бегстве Святого семейства в Египет, известное как Праздник осла, 14 января). 
Специально к Празднику дураков писали особые оффиции, с рифмованными стихами и музыкой, не связанной с традиционным григорианским репертуаром (секвенции, кондукты, тропы и др.). Некоторые ремарки в оригинальных рукописях позволяют предполагать приуроченные к этому празднику танцы, например, ремарка clericuli tripudiunt (младшие клирики пляшут) в оффиции из Ле-Пюи.